# Grande Prêmio das Américas de 2019 (MotoGP)
O Grande Prêmio da MotoGP das Américas de 2019 ocorreu em 14 de abril.

## Resultados

### Classificação MotoGP
| Pos | Piloto            | Equipe                       | Moto    | Tempo     | Pontos |
| --- | ----------------- | ---------------------------- | ------- | --------- | ------ |
| 1   | Alex Rins         | Team SUZUKI ECSTAR           | Suzuki  | 41'45.499 | 25     |
| 2   | Valentino Rossi   | Monster Energy Yamaha MotoGP | Yamaha  | +0.462    | 20     |
| 3   | Jack Miller       | Pramac Racing                | Ducati  | +8.454    | 16     |
| 4   | Andrea Dovizioso  | Mission Winnow Ducati        | Ducati  | +9.420    | 13     |
| 5   | Franco Morbidelli | Petronas Yamaha SRT          | Yamaha  | +18.021   | 11     |
| 6   | Danilo Petrucci   | Mission Winnow Ducati        | Ducati  | +21.476   | 10     |
| 7   | Fabio Quartararo  | Petronas Yamaha SRT          | Yamaha  | +26.111   | 9      |
| 8   | Pol Espargaro     | Red Bull KTM Factory Racing  | KTM     | +29.743   | 8      |
| 9   | Francesco Bagnaia | Pramac Racing                | Ducati  | +30.608   | 7      |
| 10  | Takaaki Nakagami  | LCR Honda IDEMITSU           | Honda   | +31.011   | 6      |
| 11  | Maverick Viñales  | Monster Energy Yamaha MotoGP | Yamaha  | +34.077   | 5      |
| 12  | Andrea Iannone    | Aprilia Racing Team Gresini  | Aprilia | +34.779   | 4      |
| 13  | Johann Zarco      | Red Bull KTM Factory Racing  | KTM     | +42.458   | 3      |
| 14  | Miguel Oliveira   | Red Bull KTM Tech 3          | KTM     | +44.272   | 2      |
| 15  | Tito Rabat        | Reale Avintia Racing         | Ducati  | +44.623   | 1      |
| 16  | Karel Abraham     | Reale Avintia Racing         | Ducati  | +44.740   | 0      |
| 17  | Joan Mir          | Team SUZUKI ECSTAR           | Suzuki  | +48.063   | 0      |
| 18  | Hafizh Syahrin    | Red Bull KTM Tech 3          | KTM     | +1'07.683 | 0      |

### Classificação Moto2
| Pos | Piloto             | Equipe                       | Moto      | Tempo     | Pontos |
| --- | ------------------ | ---------------------------- | --------- | --------- | ------ |
| 1   | Thomas Luthi       | Dynavolt Intact GP           | Kalex     | 39'11.508 | 25     |
| 2   | Marcel Schrotter   | Dynavolt Intact GP           | Kalex     | +2.532    | 20     |
| 3   | Jorge Navarro      | Beta Tools Speed Up          | Speed Up  | +3.836    | 16     |
| 4   | Mattia Pasini      | Flexbox HP 40                | Kalex     | +4.757    | 13     |
| 5   | Alex Marquez       | EG 0,0 Marc VDS              | Kalex     | +7.741    | 11     |
| 6   | Luca Marini        | SKY Racing Team VR46         | Kalex     | +8.031    | 10     |
| 7   | Sam Lowes          | Federal Oil Gresini Moto2    | Kalex     | +8.282    | 9      |
| 8   | Simone Corsi       | Tasca Racing Scuderia Moto2  | Kalex     | +8.953    | 8      |
| 9   | Enea Bastianini    | Italtrans Racing Team        | Kalex     | +10.706   | 7      |
| 10  | Andrea Locatelli   | Italtrans Racing Team        | Kalex     | +16.868   | 6      |
| 11  | Remy Gardner       | ONEXOX TKKR SAG Team         | Kalex     | +25.633   | 5      |
| 12  | Tetsuta Nagashima  | ONEXOX TKKR SAG Team         | Kalex     | +25.948   | 4      |
| 13  | Bo Bendsneyder     | NTS RW Racing GP             | NTS       | +26.997   | 3      |
| 14  | Dominique Aegerter | MV Agusta Idealavoro Forward | MV Agusta | +27.462   | 2      |
| 15  | Jorge Martin       | Red Bull KTM Ajo             | KTM       | +27.482   | 1      |
| 16  | Jesko Raffin       | NTS RW Racing GP             | NTS       | +39.435   | 0      |
| 17  | Khairul Idham Pawi | Petronas Sprinta Racing      | Kalex     | +49.582   | 0      |
| 18  | Philipp Oettl      | Red Bull KTM Tech 3          | KTM       | +51.247   | 0      |
| 19  | Lukas Tulovic      | Kiefer Racing                | KTM       | +51.380   | 0      |
| 20  | Somkiat Chantra    | IDEMITSU Honda Team Asia     | Kalex     | +53.778   | 0      |
| 21  | Gabriele Ruiu      | MV Agusta Idealavoro Forward | MV Agusta | +1'19.156 | 0      |
| 22  | Dimas Ekky Pratama | IDEMITSU Honda Team Asia     | Kalex     | +1'19.286 | 0      |

### Classificação Moto3
| Pos | Piloto              | Equipe                      | Moto  | Tempo     | Pontos |
| --- | ------------------- | --------------------------- | ----- | --------- | ------ |
| 1   | Aron Canet          | Sterilgarda Max Racing Team | KTM   | 39'06.761 | 25     |
| 2   | Jaume Masia         | Bester Capital Dubai        | KTM   | +0.909    | 20     |
| 3   | Andrea Migno        | Bester Capital Dubai        | KTM   | +1.077    | 16     |
| 4   | Gabriel Rodrigo     | Kömmerling Gresini Moto3    | Honda | +1.104    | 13     |
| 5   | Niccolò Antonelli   | SIC58 Squadra Corse         | Honda | +1.187    | 11     |
| 6   | Tony Arbolino       | VNE Snipers                 | Honda | +1.322    | 10     |
| 7   | Raul Fernandez      | Sama Qatar Angel Nieto Team | KTM   | +1.418    | 9      |
| 8   | Alonso Lopez        | Estrella Galicia 0,0        | Honda | +1.596    | 8      |
| 9   | Celestino Vietti    | SKY Racing Team VR46        | KTM   | +1.735    | 7      |
| 10  | Dennis Foggia       | SKY Racing Team VR46        | KTM   | +7.876    | 6      |
| 11  | Ai Ogura            | Honda Team Asia             | Honda | +8.020    | 5      |
| 12  | Marcos Ramirez      | Leopard Racing              | Honda | +8.644    | 4      |
| 13  | Lorenzo Dalla Porta | Leopard Racing              | Honda | +8.779    | 3      |
| 14  | John Mcphee         | Petronas Sprinta Racing     | Honda | +8.780    | 2      |
| 15  | Darryn Binder       | CIP Green Power             | KTM   | +9.369    | 1      |
| 16  | Kazuki Masaki       | BOE Skull Rider Mugen Race  | KTM   | +25.290   | 0      |
| 17  | Vicente Perez       | Reale Avintia Arizona 77    | KTM   | +33.964   | 0      |
| 18  | Makar Yurchenko     | BOE Skull Rider Mugen Race  | KTM   | +34.165   | 0      |
| 19  | Sergio García       | Estrella Galicia 0,0        | Honda | +34.462   | 0      |
| 20  | Filip Salac         | Redox PruestelGP            | KTM   | +34.590   | 0      |
| 21  | Riccardo Rossi      | Kömmerling Gresini Moto3    | Honda | +50.739   | 0      |